# Sušje
Sušje is een plaats in Slovenië en maakt deel uit van de gemeente Ribnica in de NUTS-3-regio Jugovzhodna Slovenija. De plaats telde 119 inwoners op 1 januari 2020.